# Erich I. (Schleswig)

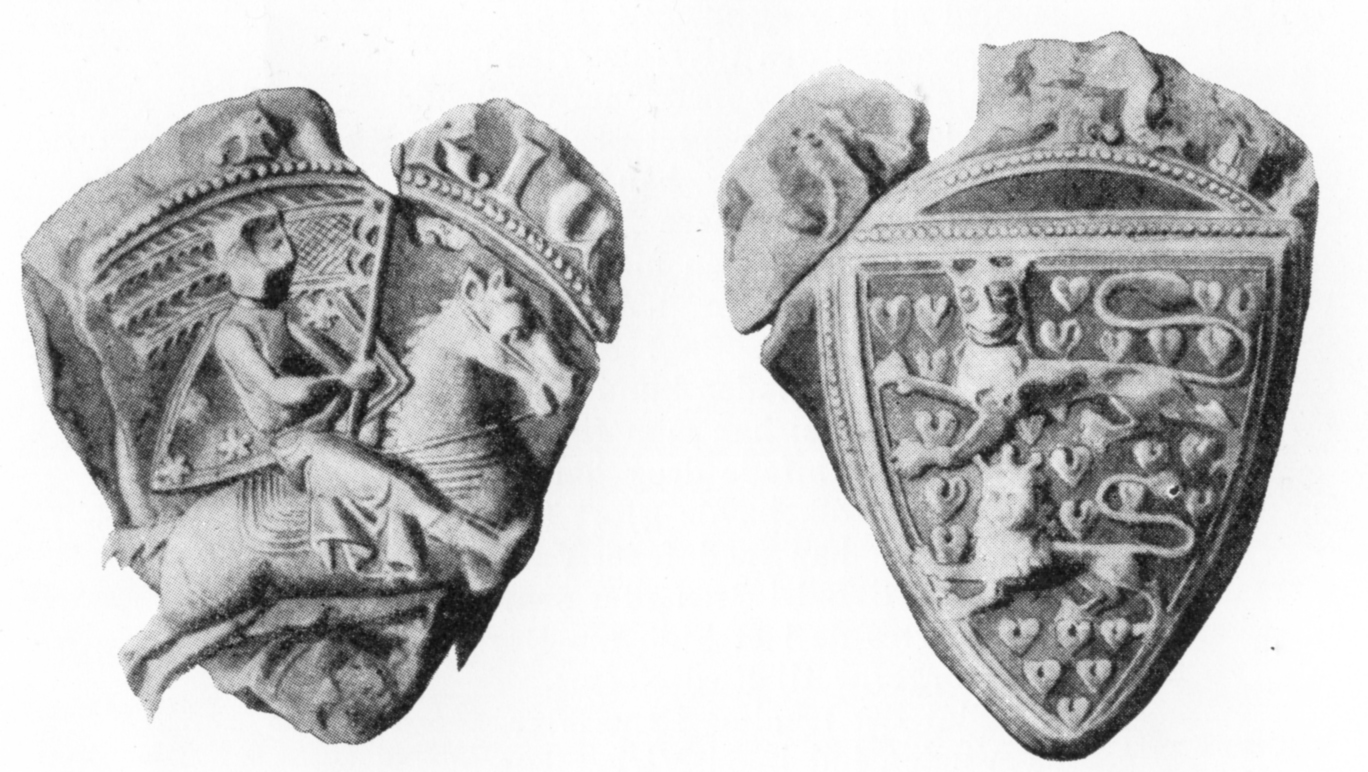
Das Siegel Erik Abelsøns (Vorder- und Rückseite) mit den Schleswigschen Löwen

Erich I. (* um 1242; † 27. Mai 1272) war der zweite Sohn des Königs Abel von Dänemark aus dem Haus Estridsson und der Mechthild von Holstein, Tochter des Grafen Adolf IV. von Schauenburg und Holstein. Ab 1260 war er Herzog von Südjütland (dem späteren Herzogtum Schleswig). Selber betitelte er sich als „Herzog von Jütland“, in lateinischen Urkunden «Dux Jucie».

## Herzog von Schleswig
Die drei Söhne König Abels begründeten die „Abels-Linie“ der Estridsson-Dynastie, die im Herzogtum Südjütland (Schleswig) bis zu ihrem Aussterben 1375 regierte. Nachfolger des Brudermörders Abel als König wurde indes sein jüngerer Bruder Christoph I. Dessen Nachfahren stellten die Könige bis zum Erlöschen der Dynastie 1412.
Nach dem Tod seines Vaters wurde zunächst Erichs älterer Bruder Waldemar III. – nach Auseinandersetzungen mit dem dänischen König Christoph I. – letztlich Herzog von Südjütland.
Nach dem Tod seines Bruders folgte Erich I. ihm und wurde 1260 mit dem Herzogtum belehnt, setzte aber den Krieg um Dänemark und Schleswig fort. 1261 gewann er die Schlacht auf der Lohheide und nahm den königlichen Vetter Erich V. von Dänemark und dessen Mutter Margarete Sambiria gefangen. Er sicherte damit seiner Linie Südjütland als erbliches Lehen, denn nach der Freilassung des Königs im Frühjahr 1264 wurden dem Herzog alle Krongüter in Südjütland zusammen mit Alsen in einem eigenen Lehen zugesprochen, während sein jüngster Bruder Abel Langeland und den Familienbesitz auf Fünen erhielt.
Er wurde von den Fürsten von Rügen und den Grafen von Holstein Gerhard I. unterstützt, verlor jedoch trotzdem nach und nach sein Land bis auf den südlichsten Teil an die Krone. Zeitweise wurde er sogar nach Holstein verjagt.
Um 1260 heiratete er Margarete von Pommern-Rügen von Rügen (* 1247; † 1272), Tochter des Fürsten Jaromar II. von Rügen, mit der er folgende Kinder hatte:
- Margarete († um 1315)
  - ⚭ um 1264 Helmold III., Graf von Schwerin († 1296)
- Waldemar IV., Herzog von Schleswig (* um 1265, † 1312)
- Erik (Eriksen) „Langbein“, ab 1295 Herr von Langeland, (* 1272; † 1310) ⚭ (1295) Sophie von Querfurt-Rosenburg († 1325), Tochter von Burchard VII. von Querfurt, genannt von Rosenburg (1297), († nach 12. November 1306) und Jutta von Sachsen (* vor 1226; † nach 1250)

1268 erwarb er von Bondo, Bischof von Schleswig (1265–1282), († 1282), die Burg Gottorf und begann den Ausbau zur herzoglichen Burg durch den Bau des Turmes.